# Einstweilige Bundesregierung Schallenberg
Die Einstweilige Bundesregierung Schallenberg war vom 10. Jänner bis zum 3. März 2025 die Bundesregierung der Republik Österreich. Sie war weitgehend identisch mit der Bundesregierung Nehammer, welche nach der Nationalratswahl 2024 vom Bundespräsidenten Alexander Van der Bellen mit der Weiterführung der Amtsgeschäfte betraut worden war und bis zum Rücktritt des Bundeskanzlers Karl Nehammer amtierte. Alexander Schallenberg wurde demnach am 10. Jänner 2025 vom Bundespräsidenten gemäß Art. 71 B-VG „mit der Fortführung der Verwaltung des Bundeskanzleramtes und mit dem Vorsitz in der einstweiligen Bundesregierung“ betraut. Schallenberg übte gleichzeitig weiterhin sein Amt als Außenminister aus. Eine Regierungserklärung gab er am 22. Jänner im Nationalrat und am 30. Jänner im Bundesrat ab.

## Regierungsmitglieder
| Amt                                                                                      | Foto | Name                   | Partei | Partei                            | Staatssekretariat, zur Unterstützung für              | Foto | Partei | Partei |
| ---------------------------------------------------------------------------------------- | ---- | ---------------------- | ------ | --------------------------------- | ----------------------------------------------------- | ---- | ------ | ------ |
| Vorsitz und Bundesminister für europäische und internationale Angelegenheiten            |      | Alexander Schallenberg |        | ÖVP                               | Claudia Plakolm, Jugend, Zivildienst, Digitalisierung |      |        | ÖVP    |
| Bundesminister für Kunst, Kultur, öffentlichen Dienst und Sport                          |      | Werner Kogler          |        | Grüne                             |                                                       |      |        |        |
| Bundesminister für Arbeit und Wirtschaft                                                 |      | Martin Kocher          |        | parteilos (von der ÖVP nominiert) | Susanne Kraus-Winkler Tourismus                       |      |        | ÖVP    |
| Bundesminister für Bildung, Wissenschaft und Forschung                                   |      | Martin Polaschek       |        | parteilos (von der ÖVP nominiert) |                                                       |      |        |        |
| Bundesminister für Finanzen                                                              |      | Gunter Mayr            |        | parteilos (von der ÖVP nominiert) |                                                       |      |        |        |
| Bundesminister für Inneres                                                               |      | Gerhard Karner         |        | ÖVP                               |                                                       |      |        |        |
| Bundesministerin für Justiz                                                              |      | Alma Zadić             |        | Grüne                             |                                                       |      |        |        |
| Bundesministerin für Klimaschutz, Umwelt, Energie, Mobilität, Innovation und Technologie |      | Leonore Gewessler      |        | Grüne                             |                                                       |      |        |        |
| Bundesministerin für Landesverteidigung                                                  |      | Klaudia Tanner         |        | ÖVP                               |                                                       |      |        |        |
| Bundesminister für Land- und Forstwirtschaft, Regionen und Wasserwirtschaft              |      | Norbert Totschnig      |        | ÖVP                               |                                                       |      |        |        |
| Bundesminister für Soziales, Gesundheit, Pflege und Konsumentenschutz                    |      | Johannes Rauch         |        | Grüne                             |                                                       |      |        |        |
| Bundesministerin für Frauen, Familie, Integration und Medien im Bundeskanzleramt         |      | Susanne Raab           |        | ÖVP                               |                                                       |      |        |        |
| Bundesministerin für EU und Verfassung im Bundeskanzleramt                               |      | Karoline Edtstadler    |        | ÖVP                               |                                                       |      |        |        |